# Перелік ударів по житловій забудові під час російського вторгнення (лютий 2023)
Удари по житловій забудові України під час російсько-української війни — воєнний злочин, скоєний російськими військовими під час повномасштабного військового вторгнення в Україну.
У переліку подано інформацію про удари по житловій та громадській забудові яка була опублікована у відкритих джерелах. Подано інформацію про атаки протягом лютого 2023 року.

## Загальна інформація
Згідно моніторингової місії ООН з прав людини в Україні відомо про 144 загиблих цивільних українців протягом лютого 2023 року.

### Руйнування населених пунктів прилеглих до лінії зіткнення
У населених пунктах які знаходяться біля лінії бойового зіткнення, постійно відбуваються обстріли житлової та іншої цивільної забудови (у тому числі медичних установ, навчальних закладів, комерційної забудови). Впродовж лютого 2023 року, обстріли відбувалися вздовж прикордонних громад Чернігівщини, Сумщини, та Харківщини, а також громад Запорізької, Дніпропетровської, Херсонської та Миколаївської областей із використанням ракет, безпілотників, мінометів, артилерії, реактивних систем залпового вогню, вогнем бронетехніки та стрілецької зброї.
Вздовж державного кордону:
- У Чернігівській області — Корюківська, Новгород-Сіверська, Семенівська, Сновська громади.
- У Сумській області — Білопільська, Великописарівська, Глухівська, Краснопільська, Миропільська, Новослобідська, Путивльська, Хотінська, Юнаківська громади.
- У Харківській області — Вільхуватська, Вовчанська, Дворічанська, Дергачівська, Золочівська, Липецька громади

Між тимчасово окупованою територією:
- У Харківській області — Борівська, Дворічанська, Ізюмська, Кіндрашівська, Куп'янська, Курилівська, Оскільська, Петропавлівська громади
- У Луганській області — Красноріченська, Лисичанська громади
- У Донецькій області — Званівська, Сіверська громади
- У Запорізькій області —
- У Херсонській області —
- У Миколаївській області —

## Перелік
Червоним кольором позначені атаки у яких відомо про загибель людей.
| дата і місце                                      | дата і місце                     | тип зброї     | подробиці атаки, жертви (загиблі/поранені)                     | подробиці атаки, жертви (загиблі/поранені) |
| ------------------------------------------------- | -------------------------------- | ------------- | -------------------------------------------------------------- | ------------------------------------------ |
| 01/02                                             | Донецька обл., Краматорськ       | Іскандер      | житловий будинок                                               | 4/14                                       |
| 02/02                                             | Донецька обл., Краматорськ       | С-300         | цивільна інфраструктура                                        | 0/6                                        |
| 03/02                                             | Харківська обл., Барвінкове      | С-300         | житловий будинок                                               | 2/1                                        |
| 05/02                                             | Харків                           | С-300         | цивільна інфраструктура                                        | 0/1                                        |
| 05/02                                             | Донецька обл., Дружківка         | С-300         | цивільна інфраструктура                                        | 0/5                                        |
| 07/02                                             | Харків                           | С-300         | цивільна інфраструктура                                        | —                                          |
| 08/02                                             | Чернігівська обл., Семенівка     | авіаракета    | удар авіаракетами по цивільній інфраструктурі                  | —                                          |
| 08/02                                             | Донецька обл., Дружківка         | С-300         | промислова інфраструктура та житлові будинки                   | —                                          |
| 09/02                                             | Донецька обл., Краматорськ       | С-300         | цивільна інфраструктура                                        | —                                          |
| Масований ракетний обстріл України 10 лютого 2023 |                                  |               |                                                                |                                            |
| 10/02                                             | Харків                           | С-300         | енергетична та цивільна інфраструктура                         | 0/8                                        |
| 10/02                                             | Запорізька обл.                  | С-300         | енергетична та цивільна інфраструктура                         | —                                          |
|                                                   |                                  |               |                                                                |                                            |
| 11/02                                             | Донецька обл., Дружківка         | С-300         | цивільна інфраструктура                                        | —                                          |
| 13/02                                             | Донецька обл., Дружківка         | ракетний удар | цивільна інфраструктура                                        | —                                          |
| 13/02                                             | Донецька обл., Покровськ         | ракетний удар | цивільна інфраструктура                                        | —                                          |
| 14/02                                             | Донецька обл., Костянтинівка     | ракетний удар | цивільна інфраструктура                                        | —                                          |
| 14/02                                             | Донецька обл., Краматорський р-н | С-300         | цивільна інфраструктура                                        | —                                          |
| 14/02                                             | Харківська обл., Купʼянськ       | С-300         | цивільна інфраструктура                                        | —                                          |
| 15/02                                             | Донецька обл., Покровськ         | ракетний удар | житловий будинок                                               | 2/12+                                      |
| 15/02                                             | Харківська обл., Купʼянськ       | С-300         | цивільна інфраструктура                                        | —                                          |
| Масований ракетний обстріл України 16 лютого 2023 |                                  |               |                                                                |                                            |
| 16/02                                             | Дніпропетровська обл., Павлоград | ракетний удар | промислова інфраструктура та житлові будинки                   | 1/8                                        |
| 16/02                                             | Харківська обл., Вовчанськ       | ракетний удар | повторний авіаудар впродовж дня по цивільній інфраструктурі    | 1/0                                        |
|                                                   |                                  |               |                                                                |                                            |
| 17/02                                             | Донецька обл., Покровськ         | С-300         | цивільна інфраструктура                                        | —                                          |
| 18/02                                             | Хмельницький                     | Калібр        | військова та цивільна інфраструктура                           | 0/2                                        |
| 23/02                                             | Харківська обл., Купʼянський р-н | С-300         | цивільна інфраструктура                                        | 0/1                                        |
| 24/02                                             | Донецька обл., Лиман             | С-300         | зазнали два приватні будинки                                   | —                                          |
| 24/02                                             | Донецька обл., Костянтинівка     | С-300         | пошкоджено чотири багатоквартирні будинки та навчальний заклад | 0/1                                        |
| 25/02                                             | Херсон                           | артобстріл    | артобстріл житлових кварталів                                  | 0/3                                        |
| 25/02                                             | Херсонська обл., Каховка         | ракетний удар | черговий обстріл территорії заводу КЗЕСО та житлових будинків  | —                                          |
| 27/02                                             | Хмельницький                     | Shahed 136    | зафіксовано влучання по цивільному об'єкту                     | 2/3                                        |